# Jaroslav Špidra
Podplukovník Jaroslav Špidra (3. srpna 1898 Praha – 22. června 1942 Luby u Klatov) byl československý legionář, důstojník a odbojář z období druhé světové války popravený nacisty.

## Život

### Mládí a první světová válka
Jaroslav Špidra se narodil 3. srpna 1898 v Praze v rodině daňového úředníka Josefa Špidry. V roce 1916 maturoval na pražské vyšší reálce, ještě před ní byl jako jednoroční dobrovolník odveden do c. a k. armády. Pětiměsíční výcvik absolvoval v Salcburku, následně bojoval na ruské a poté na italské frontě, kde 20. srpna 1917 padl do zajetí. Do Československých legií vstoupil 4. března 1918 a zúčastnil se bitvy na Piavě. Konec první světové války strávil ve válečné škole v Modeně. Do Československa se vrátil v lednu roku 1919 v hodnosti podporučíka.

### Mezi světovými válkami
Po návratu do Československa se Jaroslav Špidra zúčastnil bojů o Těšínsko a války s Maďary. Následně se léčil s malárií, kterou si přivezl z ciziny, v roce 1920 nastoupil na post zpravodajského důstojníka 39. pěšího pluku. Pokračoval i nadále v armádní službě, do roku 1925 v Plzni, následně ve Vimperku na pozici velitele technické roty. Zde se v roce 1927 oženil s Vlastou Čechmanovou. Od roku 1936 sloužil opět jako velitel roty v Písku. V roce 1938 působil jako velitel Vojenského stavebního dozoru na výstavbě opevnění na tzv. Vltavské čáře. Dosáhl hodnosti štábního kapitána.

### Druhá světová válka
Po rozpuštění Československé armády v roce 1939 pracoval Jaroslav Špidra na okresním úřadu v Písku. Vstoupil do odbojové organizace Obrana národa. Společně s dalšími bývalými důstojníky byl zatčen gestapem dne 4. června 1942 a převezen do Klatov, odsouzen k trestu smrti a s šesti dalšími píseckými důstojníky popraven zastřelením na vojenské střelnici v Lubech. Před samotným aktem skupina provolala Sláva, ať žije naše republika, Jaroslav Špidra zemřel svázaný ve dvojici s Františkem Štamprechem. Těla byla poté spálena v plzeňském krematoriu, popel rozsypán na zahradě klatovské Singrovy vily, kde sídlila úřadovna gestapa.

## Posmrtná ocenění
- Roku 1945 obdržel Jaroslav Špidra in memoriam Československý válečný kříž 1939
- Jaroslav Špidra byl in memoriam v roce 1946 povýšen do hodnosti majora, v roce 1947 do hodnosti podplukovníka
- Po Jaroslavu Špidrovi nese jméno jedna z ulic ve Vimperku